# Anny Winther
Anny Winther (født 5. maj 1951) er en dansk politiker, der i perioden 2007-2013 var borgmester i Rebild Kommune, valgt for Venstre. Hun er desuden formand for KL's social- og sundhedsudvalg.
Winther blev valgt til regionsrådet i Region Nordjylland i 2013 og genvalgt i 2017 og i 2021
Winther, der er opvokset i og omkring Støvring, er uddannet hospitalsøkonoma og senere merkonom i regnskabsvæsen og statsautoriseret ejendomsmægler. Hun var genmem 20 år regnskabschef i KK Fritidshuse, der ejes af hendes mand. Hendes politiske karriere begyndte i 1990, da hun blev medlem af Støvring Kommunalbestyrelse. Fra 1998 til 2007 var hun borgmester i Støvring Kommune. Efter strukturreformen blev hun den første borgmester i den nye store Rebild Kommune. Efter kommunalvalget i 2009 så det i første omgang som ud som om Venstre måtte afgive borgmesterposten, men takket være en konstituering med Socialdemokraterne og Konservative – svarende til 17 ud af 25 byrådsmedlemmer – lykkedes det hende at beholde posten. Winther genopstillede ikke ved kommunalvalget i 2013, men skiftede i stedet til at være regionsrådspoltiker.
I forbindelse med den såkaldte Rebild-sag  og Rebild Kommunes afskedigelse af kommunaldirektøren, socialdirektøren og familie- og handicapchefen  i 2012, krævede DF's byrådsmedlem Rikke Karlsson, at Anny Winther skulle gå af.